# برترین سرمربی سال فیفا
برترین سرمربی سال فیفا (انگلیسی: FIFA World Coach of the Year) عنوان جایزه‌ای است که هر سال به بهترین سرمربی فوتبال جهان داده‌ می‌شود. این جایزه بر اساس آرای سرمربیان و کاپیتان‌های تیم‌های ملی فوتبال جهان و همچنین روزنامه‌نگاران از سراسر جهان شکل‌ می‌گیرد.
اهدای جایزه از سال ۲۰۱۰ بعد از ادغام جایزه توپ طلای فرانس فوتبال و بازیکن سال فوتبال جهان انجام می‌شود. ژوزه مورینیو اولین فاتح این عنوان در بخش مردان و زیلویا ناید در بخش زنان بودند. از سال ۲۰۱۶ این جایزه با بهترین سرمربی فوتبال فیفا جایگزین شد.

## برندگان

### برترین سرمربی سال مردان فیفا
| سال                | اول                                    | دوم                          | سوم                            |
| ------------------ | -------------------------------------- | ---------------------------- | ------------------------------ |
| 2010               | ژوزه مورینیو (اینتر میلان)             | ویسنته دل بوسکه (اسپانیا)    | پپ گواردیولا (بارسلونا)        |
| 2011               | پپ گواردیولا (بارسلونا)                | الکس فرگوسن (منچستر یونایتد) | ژوزه مورینیو (رئال مادرید)     |
| 2012               | ویسنته دل بوسکه (اسپانیا)              | ژوزه مورینیو (رئال مادرید)   | پپ گواردیولا (بارسلونا)        |
| 2013               | یوپ هاینکس (باشگاه فوتبال بایرن مونیخ) | یورگن کلوپ (بروسیا دورتموند) | الکس فرگوسن (منچستر یونایتد)   |
| توپ طلای فیفا ۲۰۱۴ | یوآخیم لوو (آلمان)                     | کارلو آنچلوتی (رئال مادرید)  | دیه‌گو سیمئونه (اتلتیکو مادرید) |
| توپ طلای فیفا ۲۰۱۵ | لوییس انریکه (بارسلونا)                | پپ گواردیولا (بایرن مونیخ)   | خورخه سامپائولی (شیلی)         |

#### برنده بر پایه سرمربی
| رتبه | سرمربی          | جایگاه اول | جایگاه دوم | جایگاه سوم | تیمی که هدایت کرد        |
| ---- | --------------- | ---------- | ---------- | ---------- | ------------------------ |
| ۱    | پپ گواردیولا    | ۱          | ۱          | ۲          | بارسلونا, بایرن مونیخ    |
| ۲    | ژوزه مورینیو    | ۱          | ۱          | ۱          | اینتر میلان, رئال مادرید |
| ۳    | ویسنته دل بوسکه | ۱          | ۱          | ۰          | اسپانیا                  |
| ۴    | یوپ هاینکس      | ۱          | ۰          | ۰          | بایرن مونیخ              |
| ۴    | یوآخیم لوو      | ۱          | ۰          | ۰          | آلمان                    |
| ۴    | لوییس انریکه    | ۱          | ۰          | ۰          | بارسلونا                 |

۲۰۲۲) مهران رجبی
۲۰۲۳) حسن اسلامی باباحیدری

### برترین سرمربی سال زنان فیفا
| سال                | اول                                                    | دوم                                                    | سوم                                                    |
| ------------------ | ------------------------------------------------------ | ------------------------------------------------------ | ------------------------------------------------------ |
| 2010               | زیلویا ناید (تیم ملی فوتبال زنان آلمان)                | مارن ماینارت (Germany U20)                             | پیا سوندهاگه (تیم ملی فوتبال زنان ایالات متحده آمریکا) |
| 2011               | نوریو ساساکی (تیم ملی فوتبال زنان ژاپن)                | پیا سوندهاگه (تیم ملی فوتبال زنان ایالات متحده آمریکا) | Bruno Bini (تیم ملی فوتبال زنان فرانسه)                |
| 2012               | پیا سوندهاگه (تیم ملی فوتبال زنان ایالات متحده آمریکا) | نوریو ساساکی (تیم ملی فوتبال زنان ژاپن)                | Bruno Bini (تیم ملی فوتبال زنان فرانسه)                |
| 2013               | زیلویا ناید (تیم ملی فوتبال زنان آلمان)                | Ralf Kellermann (باشگاه فوتبال وولفسبورگ (زنان))       | پیا سوندهاگه (تیم ملی فوتبال زنان سوئد)                |
| توپ طلای فیفا ۲۰۱۴ | Ralf Kellermann (باشگاه فوتبال وولفسبورگ (زنان))       | مارن ماینارت (Germany U20)                             | نوریو ساساکی (تیم ملی فوتبال زنان ژاپن)                |
| توپ طلای فیفا ۲۰۱۵ | جیل الیس (تیم ملی فوتبال زنان ایالات متحده آمریکا)     | نوریو ساساکی (تیم ملی فوتبال زنان ژاپن)                | Mark Sampson (تیم ملی فوتبال زنان انگلستان)            |

#### برنده بر پایه سرمربی
| رتبه | سرمربی          | جایگاه اول | جایگاه دوم | جایگاه سوم | تیمی که هدایت کرد                             |
| ---- | --------------- | ---------- | ---------- | ---------- | --------------------------------------------- |
| ۱    | زیلویا ناید     | ۲          | ۰          | ۰          | تیم ملی فوتبال زنان آلمان                     |
| ۲    | نوریو ساساکی    | ۱          | ۲          | ۱          | تیم ملی فوتبال زنان ژاپن                      |
| ۳    | پیا سوندهاگه    | ۱          | ۱          | ۲          | تیم ملی فوتبال زنان ایالات متحده آمریکا, سوئد |
| ۴    | Ralf Kellermann | ۱          | ۱          | ۰          | باشگاه فوتبال وولفسبورگ (زنان)                |
| ۵    | جیل الیس        | ۱          | ۰          | ۰          | تیم ملی فوتبال زنان ایالات متحده آمریکا       |